# Wilhelm Achtermann
Theodore Wilhelm Achtermann (Münster, 15 de agosto de 1799-Roma, 26 de mayo de 1884) fue un escultor alemán.

## Biografía
Nacido en Münster el 15 de agosto de 1799, inicialmente trabajó en una granja antes de iniciarse como decorador de interiores. Sus tallas eran tan virtuosas y llenas de gracia que llamaron la atención y le procuraron el favor de algunos patrones, que le enviaron a Berlín en 1831. Allí estudió bajo la dirección de Christian Daniel Rauch, Tieck, y Johann Gottfried Schadow, por entonces los más reputados escultores de Alemania.
Achtermann, aun así, estuvo imbuido por un carácter profundamente religioso, se vio atraído irresistiblemente por Roma, a donde llegó en 1839 y donde permanecería hasta el final de sus días. La primera producción sobresaliente de sus estudio en Roma fue una Piedad que fue realizada para la Catedral de Münster y que a menudo ha sido copiada. En 1858 la misma catedral adquirió un grupo de siete figuras de tamaño natural que representan el descendimiento de la Cruz, y que es considerado como uno de sus principales tesoros artísticos. Su última gran obra, fue concluida cuando el artista había pasado setenta años, era un tríptico para un altar gótico que representan escenas de la vida de Jesús. Éste se instaló en la catedral de Praga en el año 1873. Murió en Roma en 1884. El arte de Achtermann se caracteriza por un profundo sentimiento religioso y un gran poder imaginativo, aunque, a causa de su tardía dedicación a la carrera artística, no alcanzó la maestría técnica que de otra manera podría haber adquirido.

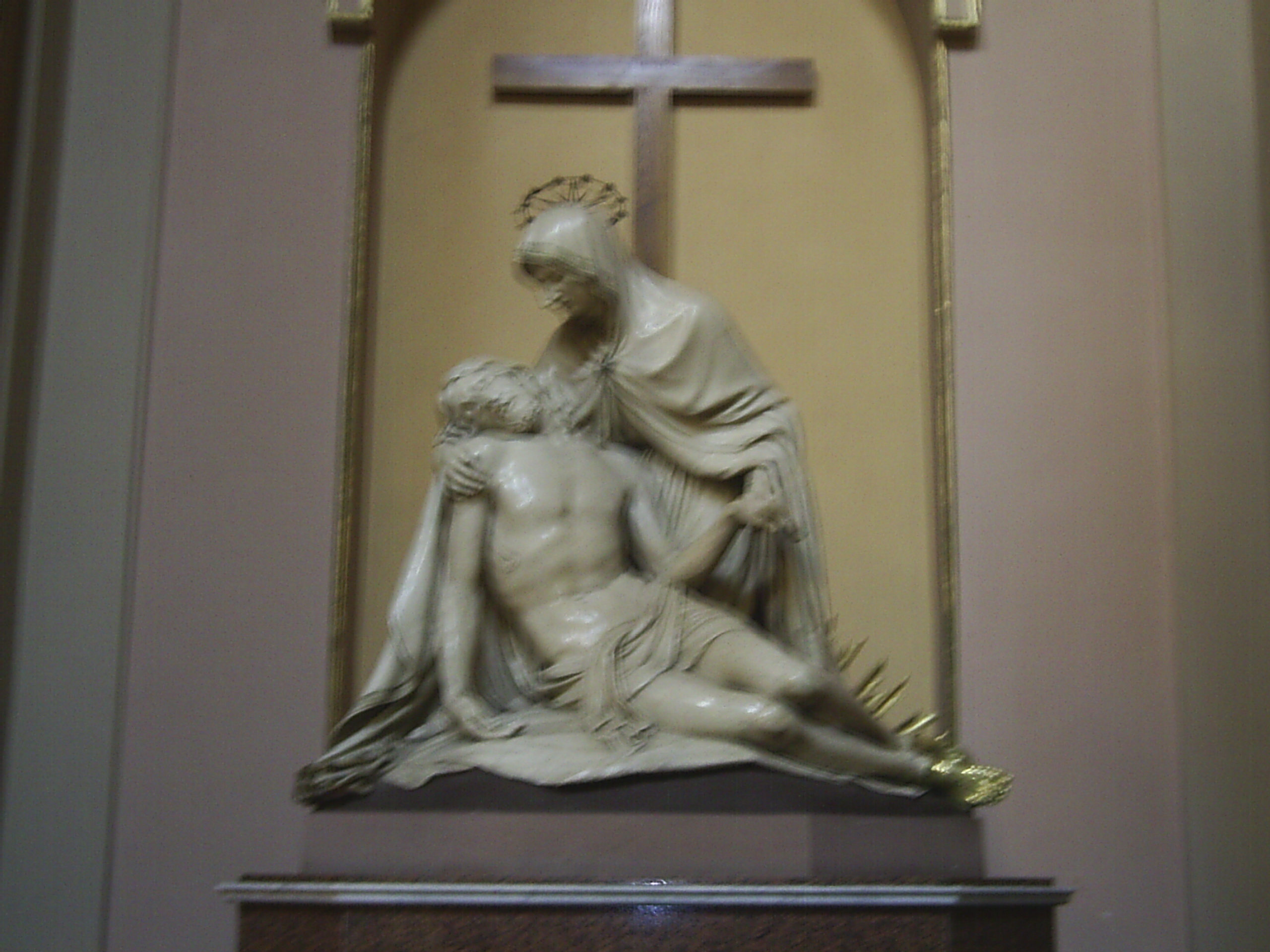
La Piedad de la Catedral de Münster

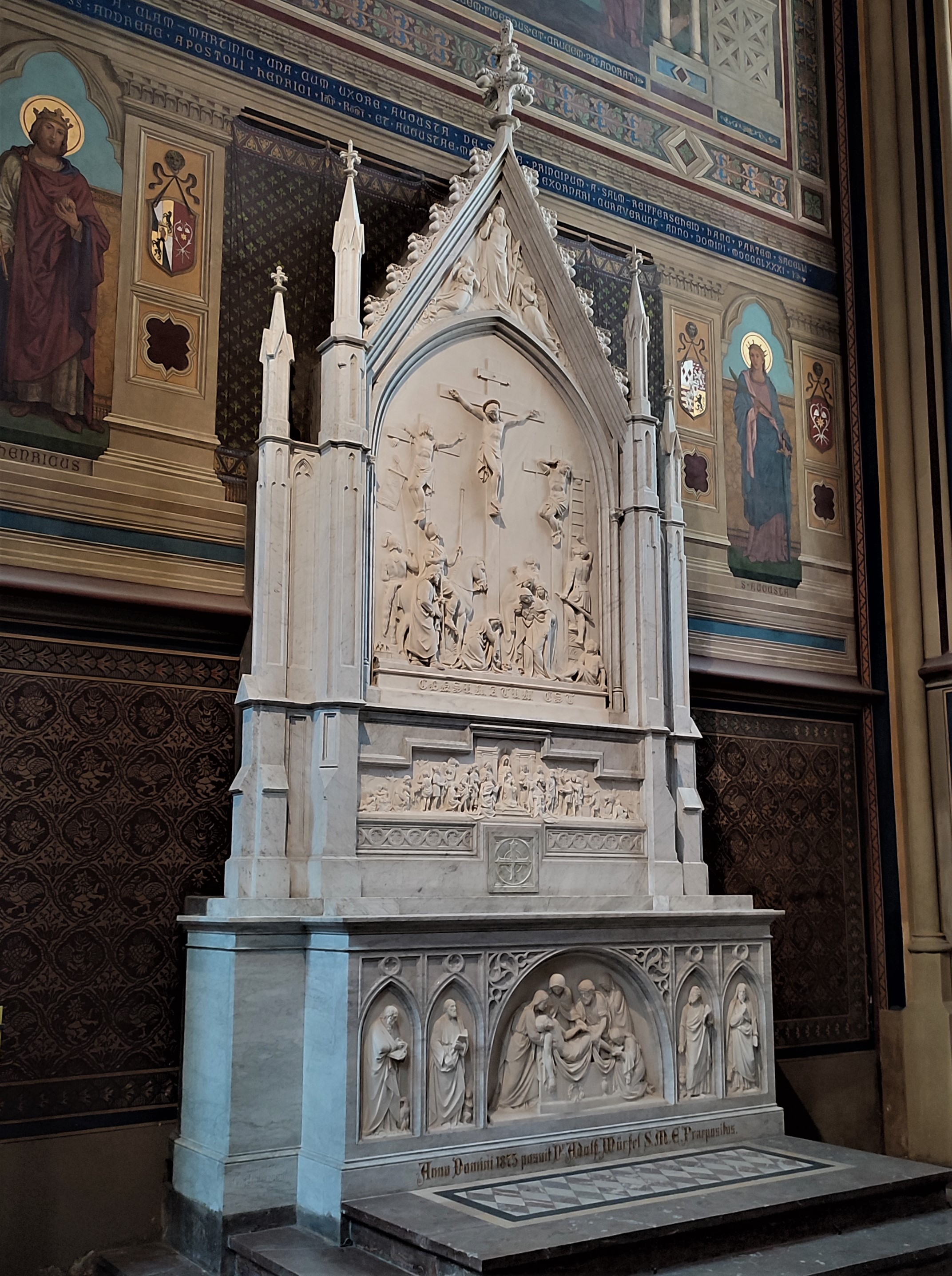
Tríptico de la Catedral de Praga

## Obras
Entre las mejores y más conocidas obras de Theodore Wilhelm Achtermann se incluyen las siguientes:
- Piedad, para la Catedral de Münster
- Descendimiento de la Cruz, grupo de siete figuras de tamaño natural, 1858 para la misma catedral
- Tríptico con escenas de la vida de Jesús, para un altar neogótico de la Pasión, Capilla de St. Andrés en la catedral de Praga en el año 1873.

Fue muy productivo en Italia, y algunas de sus mejores obras se conservan en la iglesia de la Trinità dei Monti de Roma y en la iglesia de Crucifixión de Rocca di Papa.

### Otras lecturas
- Johann Hertkens: Wilhelm Achtermann, Westfälisches Künstlerleben. Trier, Paulinus-Dr., 1895.
- Dagmar Kaiser-Strohmann: Theodor Wilhelm Achtermann (1799–1884) und Carl Johann Steinhäuser (1813–1879), ein Beitrag zu Problemen des Nazarenischen in der deutschen Skulptur des 19. Jahrhunderts. Frankfurt a. M., Peter Lang, 1985. ISBN 3-8204-8184-2.
- Innocenz. M. Strunk: Wilhelm Achtermann, ein westfälisches Künstlerleben. Vechta i.O., Albertus-Magnus-Verl., 1931.
- Erika Wicher: Wilhelm Achtermann, 1799–1884 : ein nazarenischer Bildhauer Westfalens. Münster, Regensberg, 1993. ISBN 3-7923-0649-2.